# Маркус Мерк
Маркус Мерк (нім. Markus Merk; нар. 15 березня 1962 року, Кайзерслаутерн, Німеччина) — колишній німецький футбольний арбітр. Арбітр ФІФА з 1 січня 1992 року. Судив фінальні турніри: Чемпіонату світу (2002), Олімпійські ігри (1992), Кубок конфедерацій (2003), Чемпіонат Європи (2000, 2004), Чемпіонат світу серед футболістів до 20 років (2005). За професією — стоматолог.

## Кар'єра

### Початок
З 1988 року Мерк працював суддею в Бундеслізі. Він став одним з наймолодших арбітрів чемпіонату (йому було 25 років на той момент). Через 4 роки він став офіційно арбітром ФІФА і обслуговував матчі футбольного турніру Барселонської Олімпіади.

### Бундесліга 2000/2001
У 2001 році Мерк обслуговував матч завершального туру Бундесліги «Баварія» — «Гамбург». Баварці вели боротьбу за титул проти «Шальке 04», який в паралельному матчі перемагав аутсайдера «Унтерахінг» з розгромним рахунком 5:3. На останніх хвилинах Гамбург вів з рахунком 1:0 після точного удару боснійця Сергія Барбареза, і Маркус Мерк призначив за фол гамбургців штрафний удар. Після розіграшу штрафного Патрік Андерссон ударом головою зрівняв рахунок, і «Баварія» сенсаційно вирвала собі перше місце в таблиці, а Шальке залишився без чемпіонського титулу. Це шокувало всіх фанатів «Шальке», і навіть сам Мерк після фінального свистка, як він стверджує, відчув докори сумління через те, що фактично відібрав у гельзенкіхренців чемпіонський титул. З тих пір він жодного разу не судив матчі з «Шальке».

### Євро 2004
Мерку довірили обслуговувати фінал чемпіонату Європи 2004 року. Зустрічалися господиня чемпіонату збірна Португалії й головна сенсація турніру збірна Греції. Матч закінчився сенсаційною перемогою греків з рахунком 1:0, єдиний гол після розіграшу стандарту забив головою Ангелос Харістеас. На адресу Мерка посипалися критика та погрози від португальців з огляду на те, що він відверто засуджував португальців. Приводом стало те, що тренер греків Отто Рехагель був особистим клієнтом Мерка. Проте, УЄФА визнала відмінну якість роботи Мерка.

### Чемпіонат світу з футболу 2006
Обслуговував три гри чемпіонату: Сербія і Чорногорія — Нідерланди (0:1), Австралія — Бразилія (0:2) і Гана — США (2:1). У двох останніх іграх він відзначився вкрай негативно — захисник збірної Австралії Гаррі К'юелл відкрито звинуватив його у нечесному суддівстві та допомоги бразильцям, а захисник збірної США Огучі Оньєву й головний тренер Брюс Арена були обурені, що Мерк призначив пенальті після падіння у штрафному Разака Пімпонга. Ця програна зустріч не дозволила американцям вийти з групи, а на адресу Мерка посипався черговий шквал критики. За рішенням ФІФА йому не було дозволено судити жоден матч плей-оф, хоча він не мав права залишати штаб арбітрів ФІФА і протягом двох тижнів повинен був залишатися там. На німецькому телебаченні Мерк заявив, що у нього просто «вкрали два тижні життя».

### Завершення кар'єри
Мерк закінчив кар'єру в кінці сезону Бундесліги 2007—2008. Відомий тим, що судив прощальний матч легендарного голкіпера Олівера Кана. 1 березня 2008 року знову відзначився суддівської помилкою — під час гри бременського «Вердера» зарахував з явного офсайду гол Маркуса Розенберга, але через кілька хвилин усвідомив свою помилку. До нещастя, за правилами ФІФА він вже не мав права скасувати гол. Згодом він визнав цей момент «найобразливішим» в його кар'єрі і одним з перших запропонував вводити відеоповтори у матчах.

## Нагороди
- Шестикратний володар призу «Арбітр року в Німеччині»: сезони 1994/95, 1995/96, 1999/2000, 2002/03, 2003/04, 2005/06 і 2007/08
- Володар призу «Арбітр року» за версією IFFHS: 2004, 2005 і 2007
- Кавалер ордена «За заслуги перед Федеративною Республікою Німеччина» за вагомий внесок у розвиток німецького футболу: 2005

Мерк названий найкращим футбольним арбітром десятиліття за версією IFFHS.